# Adolf Zutter
Adolf Zutter (ur. 10 lutego 1889, zm. 27 maja 1947 w Landsberg am Lech) – zbrodniarz hitlerowski, adiutant komendanta obozu koncentracyjnego Mauthausen-Gusen Franza Ziereisa oraz SS-Hauptsturmführer.
Członek NSDAP (nr.: 3543330) i SS (nr. 226911). Do załogi obozu Mauthausen należał od 1939, osiągając jedno z najwyższych stanowisk w kierownictwie obozu (Zutter był bowiem adiutantem komendanta Mauthausen). Nadzorował między innymi wykonywanie egzekucji na brytyjskich komandosach i oficerach wywiadu. Podczas procesu norymberskiego odczytano jego zeznania, według których egzekucji tych dokonywano na rozkaz Ernsta Kaltenbrunnera. Zutter brał też czynny udział w innych zbrodniach popełnionych w obozie.
W procesie załogi Mauthausen-Gusen (US vs. Johann Altfuldisch i inni) przed Amerykańskim Trybunałem Wojskowym w Dachau Zutter skazany został 13 maja 1947 na karę śmierci. Wyrok wykonano przez powieszenie w więzieniu Landsberg 27 maja 1947.